# Megamphopus brevidactylus
Megamphopus brevidactylus is een vlokreeftensoort uit de familie van de Photidae. De wetenschappelijke naam van de soort is voor het eerst geldig gepubliceerd in 1976 door Myers.